# Шивашки мускул
Шивашкият мускул (Musculus sartorius) е дълъг, лентовиден, бедрен мускул, който започва от предно-горното хълбочно бодило, спуска се спираловидно надолу и навътре, преминава зад вътрешния надкондил и заедно със сухожилията на нежния и полусухожилния мускул се залавя за фасцията на подбедрицата и голямо пищялната грапавина. Той е най-дългият мускул в човешкото тяло.

## Функция
Мускулът сгъва тазобедрената и колянната става. Също така върти бедрото навън, а подбедрицата – навътре.